# Bob Sinclar
Bob Sinclar (nume real Christophe Le Friant; n. 10 mai 1969) este un producător muzical, DJ și remixer de muzică electronică, proprietar al casei de discuri Yellow Productions.

## Discografie

### Albume de studio
- 1998 Paradise
- 2000 Champs Elysées
- 2003 III
- 2006 Western Dream
- 2009 Born in 69
- 2012 Disco Crash
- 2013 Paris By Night (A Parisian Musical Experience)

### Albume compilație
- 2004 Enjoy
- 2005 In The House (Various Artists Mix CD)
- 2007 Soundz of Freedom
- 2007 Bob Sinclar: Live at the Playboy Mansion
- 2010 The Best Of
- 2011 Knights of The Playboy Mansion (Bob Sinclar & Dimitri from Paris)

### Albume remix
- 2010 Made in Jamaica (Bob Sinclar & Sly and Robbie)

## Single-uri

### Ca artist principal
| An   | Single                                                                                          | Poziție de top | Poziție de top | Poziție de top | Poziție de top | Poziție de top | Poziție de top | Poziție de top | Poziție de top | Poziție de top | Poziție de top | Certificări                                                                      | Album                                          |
| An   | Single                                                                                          | AUS            | BEL            | FRA            | GER            | ITA            | NED            | SPA            | SUI            | UK             | US Dance       | Certificări                                                                      | Album                                          |
| ---- | ----------------------------------------------------------------------------------------------- | -------------- | -------------- | -------------- | -------------- | -------------- | -------------- | -------------- | -------------- | -------------- | -------------- | -------------------------------------------------------------------------------- | ---------------------------------------------- |
| 1996 | "A Space Funk Project"                                                                          | —              | —              | —              | —              | —              | —              | —              | —              | —              | —              |                                                                                  | Non-album singles                              |
| 1996 | "A Space Funk Project II"                                                                       | —              | —              | —              | —              | —              | —              | —              | —              | —              | —              |                                                                                  | Non-album singles                              |
| 1997 | "Eu Só Quero um Xodó" (with Salomé de Bahia)                                                    | —              | —              | —              | —              | —              | —              | —              | —              | —              | —              |                                                                                  | Non-album singles                              |
| 1998 | "Gym Tonic" (with Thomas Bangalter)                                                             | —              | —              | —              | —              | —              | —              | —              | —              | —              | —              |                                                                                  | Paradise                                       |
| 1998 | "My Only Love" (featuring Lee Genesis)                                                          | —              | —              | 78             | —              | —              | —              | —              | —              | 56             | —              |                                                                                  | Paradise                                       |
| 1998 | "The Ghetto"                                                                                    | —              | —              | —              | —              | —              | —              | —              | —              | —              | —              |                                                                                  | Paradise                                       |
| 1998 | "Ultimate Funk"                                                                                 | —              | —              | —              | —              | —              | 83             | —              | —              | —              | —              |                                                                                  | Paradise                                       |
| 2000 | "I Feel for You"                                                                                | —              | 52             | 44             | 94             | 33             | —              | 14             | 39             | 9              | —              |                                                                                  | Champs Elysées                                 |
| 2000 | "Darlin'"                                                                                       | —              | 59             | 40             | —              | —              | —              | —              | —              | 46             | —              |                                                                                  | Champs Elysées                                 |
| 2001 | "Freedom" (with Gene Van Buren)                                                                 | —              | —              | —              | —              | —              | —              | —              | —              | 79             | —              |                                                                                  | Champs Elysées                                 |
| 2001 | "Ich Rocke"                                                                                     | —              | —              | —              | —              | —              | —              | —              | —              | —              | —              |                                                                                  | Champs Elysées                                 |
| 2001 | "Save Our Soul"                                                                                 | —              | 54             | —              | —              | —              | —              | —              | —              | —              | —              |                                                                                  | Champs Elysées                                 |
| 2002 | "The Beat Goes On" (with Linda Lee Hopkins)                                                     | —              | 25             | 22             | —              | —              | 92             | —              | —              | 33             | —              |                                                                                  | III                                            |
| 2003 | "Kiss My Eyes"                                                                                  | —              | 17             | 34             | —              | —              | 79             | —              | —              | 67             | 23             |                                                                                  | III                                            |
| 2003 | "Prego" (with Eddie Amador)                                                                     | —              | —              | —              | —              | —              | —              | —              | —              | —              | —              |                                                                                  | Non-album singles                              |
| 2003 | "Slave Nation"                                                                                  | —              | —              | —              | —              | —              | —              | —              | —              | —              | —              |                                                                                  | Non-album singles                              |
| 2004 | "Sexy Dancer" (with Cerrone's Angels)                                                           | —              | —              | —              | —              | —              | —              | —              | —              | —              | —              |                                                                                  | III                                            |
| 2004 | "Wonderful World" (with Ron Carroll)                                                            | —              | —              | —              | —              | —              | —              | —              | —              | —              | —              |                                                                                  | Enjoy                                          |
| 2004 | "You Could Be My Lover" (with Linda Lee Hopkins)                                                | —              | —              | —              | —              | —              | —              | —              | —              | —              | —              |                                                                                  | Enjoy                                          |
| 2005 | "Love Generation" (featuring Gary Pine)                                                         | 1              | 1              | 3              | 1              | 9              | 3              | 6              | 2              | 12             | 1              | - AUS: Platină - AUT: Aur - BEL: Platină - DIN: Platină - FRA: Argint - SUI: Aur | Western Dream                                  |
| 2006 | "World, Hold On (Children of the Sky)" (featuring Steve Edwards)                                | 19             | 3              | 2              | 19             | 4              | 8              | 13             | 12             | 9              | 1              | - BEL: Aur - DIN: Aur                                                            | Western Dream                                  |
| 2006 | "Rock This Party (Everybody Dance Now)" (with Cutee B featuring Dollarman, Big Ali and Makedah) | 6              | 1              | 3              | 18             | 11             | 12             | 7              | 4              | 3              | 1              | - BEL: Aur - DIN: Aur - UK: Argint                                               | Western Dream                                  |
| 2007 | "Tennessee" (featuring Farrell Lennon)                                                          | —              | 25             | —              | —              | —              | —              | —              | —              | —              | —              |                                                                                  | Western Dream                                  |
| 2007 | "Everybody Movin'" (featuring Ron Carroll and Mz Toni)                                          | —              | —              | —              | —              | —              | —              | —              | —              | —              | —              |                                                                                  | Western Dream                                  |
| 2007 | "Give a Lil' Love" (featuring Duane Harden and Gary Pine)                                       | —              | —              | —              | —              | 10             | —              | —              | —              | —              | —              |                                                                                  | Western Dream                                  |
| 2007 | "Sound of Freedom" (with Cutee B featuring Gary Pine and Dollarman)                             | 22             | 9              | 6              | 44             | 7              | 9              | —              | 31             | 9              | 1              |                                                                                  | Soundz of Freedom                              |
| 2007 | "Together" (featuring Steve Edwards)                                                            | —              | 11             | —              | —              | 7              | 17             | 6              | 72             | —              | 1              |                                                                                  | Soundz of Freedom                              |
| 2007 | "What I Want" (pres. Fireball)                                                                  | —              | 7              | 6              | —              | —              | 8              | —              | 57             | 52             | 2              |                                                                                  | Soundz of Freedom                              |
| 2008 | "What a Wonderful World" (vs. Axwell, The Chicago Superstars and Ron Carroll)                   | —              | 57             | —              | —              | —              | 14             | —              | —              | 48             | —              |                                                                                  | Born in 69                                     |
| 2009 | "Lala Song" (featuring The Sugarhill Gang)                                                      | —              | 9              | 90             | 55             | 6              | 7              | 26             | 68             | —              | 21             |                                                                                  | Born in 69                                     |
| 2009 | "New, New, New" (featuring Vybrate, Queen Ifrica & Makedah)                                     | —              | 53             | —              | —              | —              | 57             | —              | —              | —              | —              |                                                                                  | Born in 69                                     |
| 2009 | "Love You No More" (featuring Shabba Ranks)                                                     | —              | 34             | —              | —              | —              | 56             | —              | —              | —              | —              |                                                                                  | Born in 69                                     |
| 2010 | "I Wanna" (with Sahara featuring Shaggy)                                                        | —              | 24             | —              | 87             | —              | 84             | —              | 46             | —              | —              |                                                                                  | Made In Jamaïca                                |
| 2010 | "Rainbow of Love" (featuring Ben Onono)                                                         | —              | 56             | —              | —              | 5              | —              | —              | —              | —              | —              | - ITA: Aur                                                                       | Made In Jamaïca                                |
| 2010 | "Tik Tok" (featuring Sean Paul)                                                                 | —              | 18             | —              | 37             | —              | 50             | —              | —              | —              | —              |                                                                                  | Disco Crash                                    |
| 2011 | "Far l'amore" (with Raffaella Carrà)                                                            | —              | 7              | 26             | 46             | 6              | 16             | 7              | 16             | —              | —              | - ITA: Platină                                                                   | Disco Crash                                    |
| 2011 | "Me Not a Gangsta" (featuring Mr Shammi & Colonel Reyel)                                        | —              | 21             | 44             | —              | —              | —              | —              | —              | —              | —              |                                                                                  | Disco Crash                                    |
| 2012 | "Rock the Boat" (featuring Pitbull, Dragonfly and Fatman Scoop)                                 | 39             | 15             | 22             | 45             | —              | 47             | 21             | 20             | —              | —              | - ITA: Aur                                                                       | Disco Crash                                    |
| 2012 | "Fuck With You" (featuring Sophie Ellis-Bextor and Gilbere Forte)                               | —              | 35             | 144            | —              | 7              | —              | —              | —              | —              | —              | - ITA: Aur                                                                       | Disco Crash                                    |
| 2012 | "Groupie"                                                                                       | —              | 59             | 100            | —              | —              | —              | —              | —              | —              | —              |                                                                                  | Disco Crash                                    |
| 2012 | "C'est La Vie" (featuring Mark O Mariotti)                                                      | —              | —              | —              | —              | —              | —              | —              | —              | —              | —              |                                                                                  | Paris By Night (A Parisian Musical Experience) |
| 2013 | "Cinderella (She Said Her Name)"                                                                | —              | 67             | —              | —              | —              | —              | —              | —              | —              | —              |                                                                                  | Paris By Night (A Parisian Musical Experience) |
| 2013 | "Heart of Glass" (with Gisele)                                                                  | —              | 66             | 31             | 73             | —              | —              | 27             | —              | —              | —              |                                                                                  |                                                |
| 2016 | ”Burning” (feat. Daddy's Groove)                                                                | -              | -              | -              | -              | -              | -              | -              | -              | -              | -              |                                                                                  |                                                |
| 2016 | ”Stand Up”                                                                                      | -              | -              | -              | -              | -              | -              | -              | -              | -              | -              |                                                                                  |                                                |
| 2016 | ”Someone Who Needs Me”                                                                          | -              | -              | -              | -              | -              | -              | -              | -              | -              | -              |                                                                                  |                                                |
| 2017 | ”Till The Sun Rise Up” (feat. Akon)                                                             | -              | -              | -              | -              | -              | -              | -              | -              | -              | -              |                                                                                  |                                                |